# Corbeilski sporazum
Corbeilski sporazum (francosko Traité de Corbeil) je bil sporazum, ki sta ga 11. maja 1258 v Corbeilu (zdaj Corbeil-Essonnes) podpisala kralja Ludvik IX. Francoski in Jakob I. Aragonski.
Francoski kralj se je kot dedič Karla Velikega odpovedal zahtevam po fevdalni oblasti nad grofijami, zgodovinopisno znanimi kot Hispanska marka. Marka je obsegala ozemlje, od 12. stoletja dalje znano kot Katalonija.
Jakob I. se je odrekel zahtevam po velikemu delu ozemlja v jugozahodni Franciji. Pod njegovo oblastjo sta ostala mejna grofija Carlat in gospostvo Montpellier z baronijo Aumelas. Jakob I. se ni nameraval odreči fevdalnim pravicam nad grofijo Foix, ki je bila prvotno vključena v sporazum,  z obrazložitvijo, da takrat ni bila pod oblastjo francoskega kralja.
Sporazum je določal poroko Jakobove hčerke Izabele z Ludvikovim sinom Filipom.
17. julija 1258 se je aragonski kralj odpovedal svojim dednim pravicam do grofije Provanse, tedaj  cesarska fevda, v korist Margarete Provansalske, žene francoskega kralja Ludvika IX.
Neposredna posledica pogodbe je bila dokončna ločitev Barcelonske hiše od današnje južne Francije, kar je povzročilo, da so močne kulturne in gospodarske vezi regije, ki je postala Katalonija, in Languedoca postopoma zbledele. Sporazum je omogočil  prenos Provanse na kapetsko hišo Anjou in po izumrtju te hiše njeno vključitev v Francijo.

## Vir
- Joseph de Laborde. Layettes du Trésor des chartes, vol. 3- Pariz: E. Plon, 1875. str. 405ff.